# Jeanette Campbell
Jeanette Campbell (San Juan de Luz, 8 de marzo de 1916 - Buenos Aires, 15 de enero de 2003) fue una  nadadora francesa nacionalizada argentina, campeona y plusmarquista argentina y sudamericana y ganadora de la medalla de plata en los Juegos Olímpicos de Berlín 1936, donde igualó el récord olímpico. Promovió el deporte femenino y fue la primera atleta argentina mujer en participar de un Juego Olímpico y obtener una medalla. Fue abanderada de la delegación nacional en la ceremonia de inauguración de los Juegos Olímpicos de Tokio 1964. En 1991 fue incluida en el Salón Internacional de la Fama de la Natación.

## Biografía
Hija de padre escocés y madre argentina, Jeanette nació en San Juan de Luz, Francia, el 8 de marzo de 1916 debido a que sus padres no pudieron regresar a Argentina por el estallido de la Primera Guerra Mundial. Finalmente pudieron regresar en 1918. Fue nieta de Mary Elizabeth Gorman, una de las primeras maestras estadounidenses que habían llegado al país tras ser convocadas por Domingo Faustino Sarmiento.

## Carrera deportiva

### Inicios

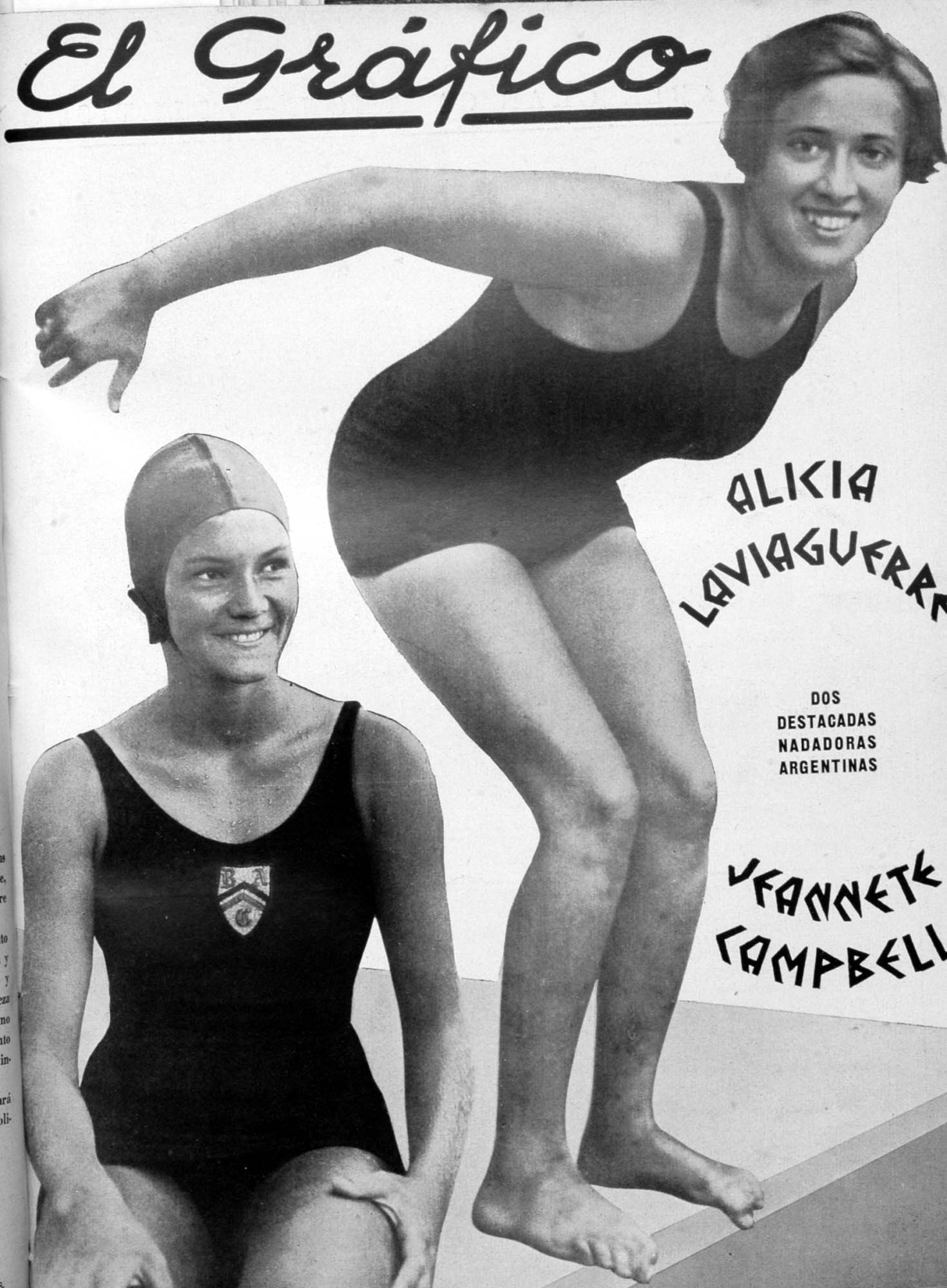
Alicia Laviaguerre y Jeannete en 1931.

Su historia comenzó con la práctica de natación a los 6 años en las piletas del Belgrano Athletic Club, para luego jugar para el equipo de 100 m del Club Ferro Carril Oeste en 1929. También practicaría hockey sobre césped en el mismo club, pero la inclinación de su familia por la natación (su hermana Dorothy fue campeona argentina de los 100 metros libres) iba a influenciarla definitivamente para dedicarse a la actividad acuática.
Fue en 1928 cuando cosechó sus primeros triunfos en la categoría menores y más tarde -junto a su hermana Dorothy- derrotarían al prestigioso San Isidro Club en la carrera de relevos. Cuatro años más tarde, comenzarían sus éxitos a nivel de mayores: obtiene su primer campeonato argentino de 100 m con una marca de 1:18:6, batiendo el récord sudamericano. En 1935, en el Sudamericano de Río de Janeiro, volvería a destacarse batiendo el récord subcontinental de los 100 m (1:08:0) y de los 400 m (5:47:8). También ganaría con el equipo argentino la posta 4 x 100 junto a Celia Milberg, Alicia Laviaguerre y Úrsula Frick. Ese mismo año, adopta la nacionalidad argentina pensando en los Juegos Olímpicos de Berlín 1936, a los que había clasificado en una competencia llevada a cabo en Río de Janeiro.

### Berlín 1936 y Miss Olimpic
El 9 de junio de 1936 se embarcó en el Cap Arcona siendo la primera mujer argentina que representaría al país en los Juegos Olímpicos. La delegación se componía de 51 deportistas, de los cuales 50 eran varones. En muchas entrevistas, la nadadora argentina comentó que esos 21 días de viaje fueron los más aburridos de su vida. La esperaba una de las reuniones olímpicas más cuestionadas de la historia, organizada sobre los criterios e ideologías de la política nazi liderada por Adolf Hitler.
El 8 de agosto comenzó la competencia para Campbell. Ganó su serie eliminatoria batiendo el récord sudamericano e igualando el olímpico con un tiempo de 1:06:8. Al otro día, la historia se repitió: ganó su serie semifinal y volvió a romper la marca sudamericana y la olímpica registrando 1:06:6, venciendo a la holandesa Willy den Ouden, quien había batido el récord mundial dos meses antes.
La carrera final comenzó con dificultades para la argentina. Sin embargo, pese a tener una largada complicada, pudo sobreponerse a la situación y llegó a liderar por momentos. Sin embargo, la holandesa Hendrika Mastenbroek remontó un sexto puesto pasada la mitad de la carrera y tocó la pared 5 centésimas antes que Campbell, quien marcó un tiempo de 1:06:4 para conseguir la primera medalla de plata en la historia del olimpismo femenino nacional.
Además, Jeanette tendría otra alegría durante los Juegos: sería elegida Miss Olimpic Berlín 1936 por la prensa acreditada. Según ella, la plaqueta que le entregaron por esta distinción tuvo más significado que la medalla obtenida en los 100 metros libres.

## Fallecimiento
Falleció el 15 de enero de 2003 en su casa en el barrio de Belgrano de la ciudad de Buenos Aires, dejando un legado en la historia del deporte argentino. Fue enterrada en el Cementerio Alemán en la ciudad de Buenos Aires.

## Legado
Tras su regreso de Berlín, Jeanette continuó nadando y obteniendo títulos nacionales y sudamericanos, sin embargo, la Segunda Guerra Mundial la dejaría sin revancha en 1940. Posteriormente, se enfocó en su vida familiar: contrajo matrimonio con su novio de siempre, Roberto Peper y tuvo tres hijos: Inés, Susana y Roberto. Susana Peper tomaría su legado y se convertiría en una de las nadadoras argentinas más importantes de la década de 1960.
El resto de su vida estuvo llena de reconocimientos: fue abanderada de la delegación argentina en la ceremonia de apertura de los Juegos Olímpicos de Tokio 1964, recibió el Premio Konex, fue distinguida en el Congreso de la Nación con el Premio Delfo Cabrera e ingresó al Salón Internacional de la Fama de la Natación en 1991.
Desde 2018, una calle en la Villa Olímpica de la Juventud en Buenos Aires lleva su nombre.